# Ina Lange
Ina Blenda Augusta Lange, född  Forstén 14 december 1846 i Helsingfors, död 23 oktober 1930 i Köpenhamn, var en finlandssvensk pianist och författare. Hon skrev först under pseudonymen Daniel Sten.  

## Biografi
Föräldrarna var assessorn Johan August Forstén (1815–1881) och Augusta Vilhelmina Danielsson (1820–1878). Hon hade två syskon och gifte sig 1876 med operasångaren Algot Lange (1850–1904). Med honom fick hon 1884 sonen Åke Mortimer Lange, senare känd som upptäcktsresanden Algot Lange. De skilde sig 1898.
Lange fick privatundervisning i hemmet och började därefter studera vid Julie Reyers höhere Töchterschule i Berlin 1870–1871. Hon erhöll utbildning av pianisten Carl Tausig och fortsatte studierna vid musikkonservatoriet i Moskva bland andra under Nikolaj Rubinstein och Pjotr Tjajkovskij.
År 1875 var hon på turné i Stockholm, där hon lärde känna August Strindberg. Strindberg uppvaktade Lange trots att hon var förlovad med hans vän Algot Lange och ett relationsdrama uppstod. Lange presenterade Siri von Essen senare för Strindberg. Algot Lange figurerar i Strindbergs roman Röda rummet och Ina Lange i Han och hon och En dåres försvarstal.
Hon debuterade som författare 1884 med Bland ödebygder och skär som följdes upp året efter med romanen Sämre folk. Den senare var dedikerad till Anne Charlotte Leffler. Hon skrev till en början under pseudonymen Daniel Sten, men kom senare att skriva under eget namn.
Lange var från 1885 kammarpianist vid danska hovet. Mellan 1912 och 1919 publicerade hon flera populära musikhistoriska arbeten och hon bodde från 1913 i Malmö. Hon höll även föreläsningar i musikhistoria i Köpenhamn och södra Sverige.

### Skönlitteratur
- Bland ödebygder och skär: berättelser från Finland / af Daniel Sten. Stockholm: Bonnier. 1884. Libris 1598278
- "Sämre folk". Stockholm: Bonnier. 1885. Libris 20114792. https://litteraturbanken.se/f%C3%B6rfattare/LangeI/titlar/S%C3%A4mreFolk/sida/8/faksimil/?om-boken
- Med kärlek!: Berättelse  / af Daniel Sten. Stockholm. 1888. Libris 2762455
- Luba: en studie. Helsingfors: Edlund. 1889. Libris 22488391. http://hdl.handle.net/2077/55919
- Berättelser från Finland / af Daniel Sten. Stockholm: Hæggström. 1890. Libris 1624093
- När sången föddes / af Daniel Sten ; med teckningar af Gisela Henckel. Stockholm: Bonnier. 1895. Libris 22667687. http://hdl.handle.net/2077/56345

### Varia
- Från rokokotidens musikliv. Stockholm: Norstedt. 1912. Libris 1635951
- Skilda tiders musikmästare: Händel, Beethoven, Chopin, Sibelius : studier över deras liv och verk. Stockholm: Norstedt. 1913. Libris 2762301
- Barberina Campanini: Fredrik den stores älskarinna. Stockholm: Norstedt. 1915. Libris 1635950
- Den unge Gluck. Stockholm: Norstedt. 1917. Libris 1654755
- Gluck, mästarn. Stockholm: Norstedt. 1919. Libris 1654756
- Frédéric Chopin och hans älskade. Stockholm: Hökerberg. 1921. Libris 1486348

### Fotnoter
1. 1 2  läs online, www.kvinfo.dk .[källa från Wikidata]
2. 1 2 3  Svenskt porträttarkiv: rkIpfGqHXrAAAAAAAAAMcA, läst: 11 februari 2018.[källa från Wikidata]
3. ↑  ”Dansk Kvindebiografisk Leksikon - Ina Lange”. www.kvinfo.dk. 15 maj 2003. http://www.kvinfo.dk/side/597/bio/745/origin/170/query/lange/. Läst 17 september 2017.
4. ↑  Luthander 2015, S. 44
5. 1 2  Gedin 2004, s. 127